# Paul Neile
Paul Neile FRS (Westminster, 1613 – fevereiro de 1686) foi um astrônomo e político inglês, que ocupou a House of Commons of England em 1640 e de 1673 a 1677.
Filho de Richard Neile, que foi depois de seu nascimento Arcebispo de Iorque. Foi admitido no Pembroke College (Cambridge) em 20 de maio de 1627, com 14 anos de idade, recebendo um BA em 1631.
Foi membro fundador da Royal Society.